# Instytut Filologii Germańskiej Uniwersytetu Zielonogórskiego
Instytut Filologii Germańskiej Uniwersytetu Zielonogórskiego – jeden z 5 instytutów Wydziału Humanistycznego Uniwersytetu Zielonogórskiego. 

## Poczet dyrektorów
1. prof. dr hab. Eugeniusz Klin (1980–2001)
2. dr hab. Regina Orzełek (2001–2002)
3. dr hab. Augustyn Mańczyk (2002–2004)
4. prof. dr hab. Paweł Zimniak (od 2004)

## Władze Instytutu
W kadencji 2020–2024:
| Stanowisko   | Imię i nazwisko             |
| ------------ | --------------------------- |
| Dyrektor     | prof. dr hab. Paweł Zimniak |
| Wicedyrektor | dr Piotr Krycki             |

## Historia
Historia Instytutu Filologii Germańskiej sięga roku 1980, w którym to został on utworzony w miejsce istniejącego Zakładu Filologii Germańskiej przy ówczesnej Wyższej Szkole Pedagogicznej w Zielonej Górze, który powstał 1 października 1974. Pierwszy nabór studentów odbył się w roku 1976, w którym przyjęto 26 studentów.

## Struktura organizacyjna

### Zakład Językoznawstwa Niemieckiego
Samodzielni pracownicy naukowi:
- prof. dr hab. Michaił Kotin – kierownik Zakładu
- prof. dr hab. Elizaveta Kotorova
- dr hab. Marek Biszczanik
- dr hab. Jarochna Dąbrowska-Burkhardt

### Zakład Literaturoznawstwa Niemieckiego
Samodzielni pracownicy naukowi:
- prof. dr hab. Paweł Zimniak
- dr hab. Cezary Lipiński
- dr hab. Arletta Szmorhun